# 第二次被異世界召喚
《第二次被異世界召喚》（簡稱）是日本作家岸本和葉創作的輕小說系列，由2015年3月15日至2016年12月29日在成為小說家吧連載，2015年10月30日至2017年7月29日經雙葉社發行實體書，40原擔綱插圖，共5冊。改編漫畫由2018年起開始在網上連載，由嵐山繪畫。改編電視動畫於2023年4月8日首播，動畫製作公司是Studio elle。

## 劇情大要
男主角須崎雪過去是異世界的勇者，因某些原因來到現實世界變成嬰兒。當他成長成高中生後，與同學再被召喚到異世界，展開新一段冒險。

## 角色列表
須崎雪（聲：土岐隼一）
本作主角，綽號阿雪。第二次被召喚到異世界的古代英雄。過去他是帶領世界結束戰爭的英雄，揮舞與身體等高的黑色大劍“黑丸”，無論是劍術還是魔法都是最強的。在以另一個人的身份被召喚的世界裡，他再次出發去平息戰火。
花柱夕陽（聲：天野聰美）
雪的青梅竹馬，高校同級生。性格親切且純真，從小就喜歡著特立獨行的阿雪，在被召喚到異世界後，習得了一些簡單的魔法。
埃爾卡（聲：前田佳織里）
魔法戰士。阿雪的昔日戰友，現為迪斯蒂尼亞王國騎士團副團長的女騎士。擅長劍術和冰系魔法。表面上看穩重有威嚴，但實際上是個“抖M”，她有受虐狂的性格。
葛雷因（聲：寺島拓篤）
阿雪的昔日戰友，現為王國騎士團的團長，擅長劍術攻擊。
利維坦（聲：菲魯茲·藍）
海神大人。在雪消失的五年裡，因為和雪有過約定，一直守護著海洋的和平。再一次重逢是被雪呼喚，作為渡海的交通工具。
蒂雅·阿姆雷特（聲：悠木碧）
宮廷法師兼王國騎士團的軍師，擁有魔眼。在阿雪第二次來到異世界時，通過他身上的魔力很快就認出了他。
德薩斯特爾（聲：大西沙織）
魔王。魔族國伊比爾巴羅的女王。被雪擊敗後，她愛上了他，並繼續以惡魔女王的身份信守和平的諾言。
琉璃（聲：小坂井祐莉繪）
商人的女兒，其祖父在迪斯蒂尼亞經營一家珠寶店。從小在商人家庭長大的她，理所當然地認為她自己也會成為一名商人，隻身前往邪界，完成祖父的遺願。
琉璃祖父（聲：大塚芳忠）
寶石商人。
阿莉澤（聲：伊藤美來）
居住在《邪惡》中扎斯洛鎮的愛冒險的惡魔。之前的戰爭中撲向了雪，強行成為了他的徒弟。
白貓（聲：小倉唯）
居住在獸之國，擅長使用體術進行肉搏戰的貓族少女。並與妹妹峰子一起生活，狩獵怪物並收集材料。為了支付患有神秘疾病的妹妹的醫藥費，最近開始為黑犬做賞金獵人。
咪貓（聲：本泉莉奈）
住在獸之國的白貓的妹妹。和白貓一樣，她擅長武術，戰鬥力也很強，但自從患上了神秘的疾病後，她一直在家休息，對只照顧她的白貓感到抱歉。後來她被雪治癒了，並透露這種疾病是由咪貓佩戴的被詛咒的托瑪項鍊引起的。
羅婭·雷奧尼爾（聲：明坂聰美）
百獸之王雷格魯斯的獨生女。
雷格魯斯·雷奧尼爾（聲：三木真一郎）

迪斯提尼亞國王（聲：鄉田穗積）
迪斯蒂尼亞王國的國王，認為戰爭終結後勇者的力量會危及自身統治，強制把雪轉生。然而動畫版對黑幕相關內容卻有所改動。
公主（聲：橋本鞠衣）

泰蘭

卡蓋洛（聲：武內駿輔）

比爾多斯（聲：坂口候一）

梅露亞（聲：引坂理繪）
冬真的部下，最初以偽名“阿梅爾”（アーメル）騙取阿莉澤的信任。
黑狗（聲：田村由香里）

布拉德（聲：赤羽根健治）
邪魔界的高層，魔王德薩斯特爾的貼身侍從。德薩斯特爾非常信任他，總是在他身邊，忠誠度很高。
盧卡（聲：下野紘）

克蕾婭希爾（聲：佐藤聰美）
作為首飾，將冬真的負面內心擴大病化的元兇。
神代冬真（聲：永塚拓馬）
本作最大的反派黑幕（動畫版在黑幕設定上有所改動），對雪有扭曲的同性爱感情。曾經跟雪一同被召喚到異世界作為勇者阻止過大戰。然而大戰結束後卻背刺雪，導致雪轉生回現世，並妄圖毀滅這個異世界及其所有種族。

## 出版書籍

### 輕小說
| 卷數 | 雙葉社         | 雙葉社                 |
| 卷數 | 發售日期       | ISBN                   |
| ---- | -------------- | ---------------------- |
| 1    | 2015年10月30日 | ISBN 978-4-575-75060-7 |
| 2    | 2016年3月30日  | ISBN 978-4-575-75081-2 |
| 3    | 2016年8月30日  | ISBN 978-4-575-75102-4 |
| 4    | 2017年1月30日  | ISBN 978-4-575-75121-5 |
| 5    | 2017年7月29日  | ISBN 978-4-575-75149-9 |

## 電視動畫
2021年10月27日，宣佈正在進行改編電視動畫的企劃。2022年8月10日，正式宣佈將獲改編為電視動畫。

### 主題曲
片頭曲「Continue Distortion」
主唱：
作詞、作曲：小鳥遊綾
編曲：石塚英一郎
片尾曲「Be ambitious!!!」
主唱：
作詞：少年T
編曲、作曲：高橋涼

### 各話列表
| 話數   | 日文標題 | 中文標題           | 劇本     | 分鏡               | 演出                 | 作畫監督 | 總作畫監督                       | 首播日期      |
| ------ | -------- | ------------------ | -------- | ------------------ | -------------------- | --- | -------------------------------- | ------------- |
| 第1話  |          | 第二次被異世界召喚 | 雪仁     | 中西基樹           | 中西基樹             | 菊地功一、水野友美子、樋口純一 國井實可子、小野晃、山內玲奈、鈴木祥子                                                                                               | 國井實可子、山內玲奈、水野友美子 | 2023年 4月9日 |
| 第2話  |          | 第二次踏上旅途     | 雪仁     | 奥田誠治           | 森義博               | 山内則康、鈴木捺世 | 國井實可子、山內玲奈、水野友美子 | 4月16日       |
| 第3話  |          | 第二次炸魷魚       | 雪仁     | 髙野紺             | 渡边正彦             | 坂卷貞彦 | 國井實可子、山內玲奈、水野友美子 | 4月23日       |
| 第4話  |          | 第二次送礼物       | 雪仁     | 添田和弘           | 又野弘道             | 菊地功一、铃木祥子、樋口纯一 樱井拓郎、魏旭龙、陈亮 | 國井實可子、山內玲奈、水野友美子 | 4月30日       |
| 第5話  |          | 第二次追趕你的背影 | 雪仁     | Ryoden B           | 本間修               | 古池敏也、飯飼一幸、五十嵐俊介、南伸一郎 | 國井實可子、山內玲奈、水野友美子 | 5月7日        |
| 第6話  |          | 第二次締結師徒關係 | 中西基樹 | 石山貴明           | 渡边正彦             | 、坂卷貞彦 | 國井實可子、山內玲奈、水野友美子 | 5月14日       |
| 第7話  |          | 第二次來到獸人大陸 | 雪仁     | 髙野紺             | 森義博               | 山内則康、鈴木捺世 | 國井實可子、山內玲奈、水野友美子 | 5月21日       |
| 第8話  |          | 第二次進行決鬥     | 雪仁     | 島津裕行           | 日下直義             | 菊地功一、水野友美子 鈴木祥子、二宮奈那子、趙杰 波風立志、徐學文、張金浩、FAI                                                                                       | 國井實可子、山內玲奈、水野友美子 | 5月28日       |
| 第9話  |          | 第一次被異世界召喚 | 雪仁     | 石山貴明           | 森田侑希             | 古池敏也、飯飼一幸、五十嵐俊介 南伸一郎、安東恒太、Kproduction | 國井實可子、山內玲奈、水野友美子 | 6月4日        |
| 第10話 |          | 第二次來到戰場     | 雲井砂   | 又野弘道、石山貴明 | 又野弘道             | 小野晃、櫻井拓郎、魏旭龍、YUKI | 國井實可子、山內玲奈、水野友美子 | 6月11日       |
| 第11話 |          | 第二次拿出真本事   | 雪仁     | 大畑晃一           | 黑田晃一郎、江上雅之 | 亮点動画、優利動画 上海KADU文化伝播有限会社 | 國井實可子、山內玲奈、水野友美子 | 6月18日       |
| 第12話 |          | 第二次迎來最終戰役 | 雪仁     | 大畑晃一、永居慎平 | 大西景介、中西基樹   | 小野晃、、鈴木祥子 趙珉、二宮奈那子、徐學文 夜雨静、魏旭龍、劉軍、張金浩 無錫亮度塗鴉文化傳媒有限公司、上海KADU文化伝播有限会社 曉・火鳥動画、寿門堂、FAI、旭陽動画 | 國井實可子、山內玲奈、水野友美子 | 6月25日       |

### 播映平台
日本深夜動畫：下文記載的日本国内播放時間使用日本標準時間（UTC+9）表示。因為部分時間标识會採用30小时制，因此請留意这类超过24:00的时间，其實際播放時間為翌日清晨。
| 播映地區         | 播映平台                           | 播映日期       | 播映時間              | 備註   |
| ---------------- | ---------------------------------- | -------------- | --------------------- | ------ |
| 香港、澳門、臺灣 | bilibili                           | 2023年4月9日－ | 星期日 02:00（UTC+8） | [ 11 ] |
| 香港、澳門、臺灣 | Ani-One中文官方動畫頻道（YouTube） | 2023年4月9日－ | 星期日 02:00（UTC+8） | [ 12 ] |

## 外部連結
- 成為小說家吧官方網站（日語）
- 漫畫連載網站（日語）
- 電視動畫官方網站（日語）
- 電視動畫的X（前Twitter） （日語）